# Zbigniew Gąsior
Zbigniew Tadeusz Gąsior – polski kardiolog, dr hab. nauk medycznych, profesor i kierownik Katedry i Kliniki Kardiologii Wydziału Nauk o Zdrowiu w Katowicach Śląskiego Uniwersytetu Medycznego.

## Życiorys
W 1978 ukończył studia medyczne w Śląskiej Akademii Medycznej w Katowicach, w 1985 obronił pracę doktorską, 26 czerwca 1995 habilitował się na podstawie pracy zatytułowanej Analiza czynności różnych typów sztucznych zastawek mitralnych i aortalnych w zmiennych warunkach hemodynamicznych - badania echokardiograficzne. 18 czerwca 2001 uzyskał tytuł profesora nauk medycznych.
Został zatrudniony na stanowisku profesora zwyczajnego w Katedrze i Klinice Kardiologii na Wydziale Nauk o Zdrowiu w Katowicach Śląskiego Uniwersytetu Medycznego, oraz dziekana na Wydziale Opieki Zdrowotnej Śląskiego Uniwersytetu Medycznego w Katowicach.
Jest profesorem i kierownikiem Katedry i Kliniki Kardiologii Wydziału Nauk o Zdrowiu w Katowicach Śląskiego Uniwersytetu Medycznego.

## Odznaczenia
- Krzyż Kawalerski Orderu Odrodzenia Polski (2017)[4]